# Hedychium collinum
Hedychium collinum är en enhjärtbladig växtart som beskrevs av Henry Nicholas Ridley. Hedychium collinum ingår i släktet Hedychium och familjen Zingiberaceae. Inga underarter finns listade i Catalogue of Life.